# Skarvör
Skarvör är en ö i Åland (Finland). De ligger i Ålands hav eller Skärgårdshavet och i kommunen Föglö i landskapet Åland, i den sydvästra delen av landet. Öarna ligger omkring 26 kilometer sydöst om Mariehamn och omkring 260 kilometer väster om Helsingfors.
Arean för den av öarna koordinaterna pekar på är 1,2 hektar och dess största längd är 170 meter i öst-västlig riktning. Ön höjer sig omkring 5 meter över havsytan.
I övrigt finns följande på Skarvör:
- Sydostkläpparna (klippor)